# Ukraiński Związek Włościan-Państwowców
Ukraiński Związek Włościan-Państwowców (ukr. Український Союз Хліборобів Державників, USChD) – utworzony jako emigracyjne stowarzyszenie ukraińskich monarchistów, dzięki zabiegom Wiaczesława Łypynśkiego i Serhija Szemeta w Wiedniu w 1920, z udziałem Dmytra Doroszenki, M. Koczubeja, A. Montrezora, Ł. Sidłećkiego i Ołeksandra Skoropysa-Jołtuchowśkiego.

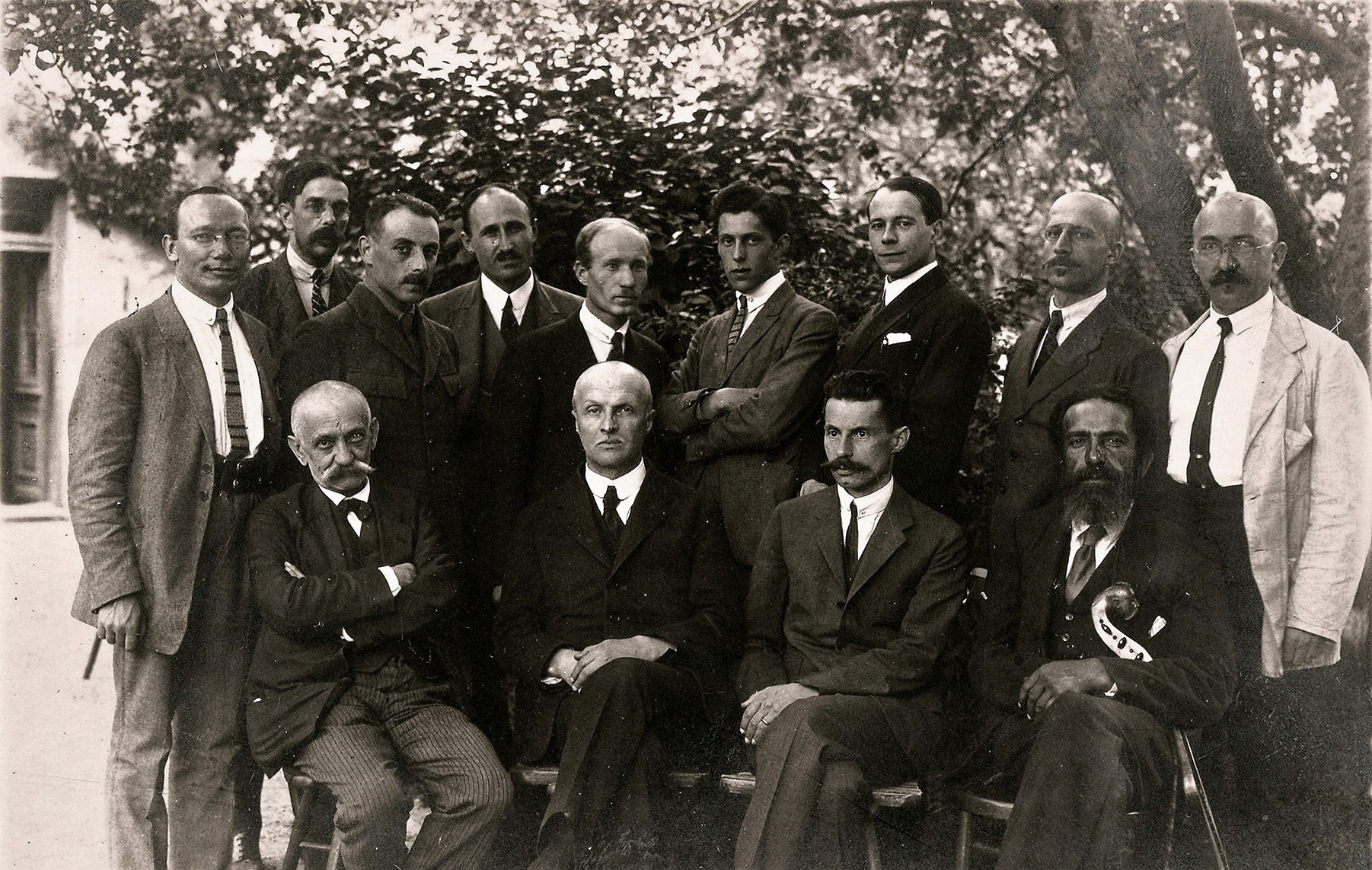
Uczestnicy zjazdu założycielskiego Ukraiński Związek Włościan-Państwowców, Reichenau, 4-8 czerwca 1922. Od lewej do prawej siedzą: Iwan Leontowycz, hetman Pawło Skoropadski, Wiaczesław Łypyński, Ludwig Sidletski; Stoją Mychajło Tymofiew, Mykoła Koczubej, Adam Montrezor, Andrij Biłopolski, Mychajło Savur-Csyprijanowicz, Ihor Łoski, Wołodymyr Załozetski, Serhij Szemet, Ołeksandr Skoropys-Jołtuchowski.

Grupa ta ogłosiła „Odezwę do ukraińskich chłopów”, i rozpoczęła wydawanie gazety. W maju 1920 ukazała się, pod redakcją Łypynśkiego pierwsza książka organu USChD „Chliborobska Ukraina”, w której opublikował on także swoje «Listy do braci chliborobów», które stanowiły wykład idei hetmańskiej і programu politycznego. W grudniu 1920 członkowie „grupy inicjatywnej” podpisali statut. Przewodnictwo Rady objął Łypynśkyj, członkiem Rady od 1921 był także hetman Pawło Skoropadski. Wskutek nieporozumień z berlińskim centrum hetmańskim Łypynśkyj ogłosił we wrześniu 1930 likwidację USChD і założył Bractwo Ukraińskich Klasokratów-Monarchistów Hetmańców (Братство укр. класократів-монархістіз гетьманців), które nie działało jednak długo.
Większość aktywnych hetmańców nie zgodziła się z postulatami Łypynśkiego, i po jego śmierci w 1931 Rada Przysięgłych odnowiła działalność pod przewodnictwem J. Melnyka. Formalnie USChD zlikwidowano (bez udziału Pawła Skoropadskiego) na posiedzeniu Rady Przysięgłych w Warszawie 1 lipca 1937.
W zamian utworzono we wrześniu 1937 Ukraiński Związek Hetmańców-Państwowców (USHD).